# Stephen D. Cairns
Stephen D. Cairns är zoolog vid Smithsonian Institution (avdelningen för ryggradslösa djur),  Washington, D. C., USA där han också är intendent för koraller.
Auktorsnamnet Cairns kan användas för Stephen D. Cairns i samband med ett vetenskapligt namn inom zoologin; se Wikipedia-artiklar som länkar till auktorsnamnet.

## Utbildning
- Louisiana State University i New Orleans (UNO), B.S., 1971.
- University of Miami (RSMAS) (Biological Oceanography), M.S., 1973.
- University of Miami (RSMAS) (Biological Oceanography), PhD., 1976.